# Совет министров Италии
Совет министров (итал. Consiglio dei ministri) — существующий с 1861 года коллегиальный орган исполнительной власти Италии.
Действующий Совет министров Италии работает с 22 октября 2022 года под председательством Джорджи Мелони.

## История
17 марта 1861 года было провозглашено Королевство Италия со столицей в Турине. Первое правительство Королевства Италия сформировано 23 марта 1861 года под председательством последнего премьер-министра Сардинского королевства, конесерватора Кавура. Поскольку Кавур считал необходимым юридически оформить объединение Италии как присоединение к Сардинскому королевству других итальянских земель, была сохранена нумерация королей, правительств и созывов парламента — первым королём Италии стал Виктор-Эммануил II, избранный 27 января 1861 года первый парламент стал парламентом VIII-го созыва, первое правительство считалось четвёртым правительством Кавура.
Изначально государственное устройство Италии базировалось на принципах Альбертинского статута, предусматривавших ответственность правительства только перед королём. На основании этого документа в новом государстве была принята централизованная система управления, в ведение правительства вошли многие функции местного управления: общественные работы, здравоохранение, образование. Король стал главой исполнительной власти, его полномочия включали право назначать и увольнять министров. Право голосовать на выборах в нижнюю палату парламента (Палату депутатов) получили мужчины не моложе 25 лет, умеющие читать и писать и выплачивающие годовой налог не ниже 40 лир. Депутаты нижней палаты избирались по мажоритарной системе с двумя турами голосования, сенаторы назначалась королём пожизненно.
В 1864 году столица королевства перенесена из Турина во Флоренцию. После поражения Франции в Франко-прусской войне её войска оставили Рим, 20 сентября 1870 года берсальеры вошли в город, положив конец папской власти; Рим объявлен столицей Италии. Первые годы власть сохранялась у Правой партии. В 1876 году «парламентская революция» положила конец этой практике, начав эпоху исторической Левой партии, которая сформировала все правительства до 1912 года, в том числе девять — под председательством Агостино Депретиса в период до 1887 года.
К концу XIX века эволюционным путём политическое влияние парламента выросло, и уже политика Депретиса основывалась на поддержке правительства парламентским большинством. В 1882 году была осуществлена реформа избирательной системы, в частности — снижены возрастной и образовательный цензы, вследствие чего количество избирателей выросло с 500 тыс. до более чем 2 млн человек (с 2 до 7 % населения).
В 1881 году создан постоянный управленческий аппарат Совета министров (Ufficio di Presidenza del Consiglio dei ministri), а в 1888 году правительством Криспи в министерствах учреждены политические должности младших статс-секретарей (sottosegretari di stato) для курирования отдельных, особо важных направлений деятельности — они заменили генеральных секретарей, исполнявших административные функции. Кроме того, было создано Министерство почт, а в марте 1889 года перераспределены функции Министерства финансов (Ministero delle Finanze) и Министерства казначейства (Ministero del Tesoro). В том же году некоторые полномочия правительства в управлении на местах были переданы мэрам коммун с населением свыше 10 тыс. человек, но эта мера была уравновешена созданием правительств провинций во главе с назначенными из центра префектами.
В июне 1891 года парламент одобрил закон, восстанавливающий изначальную систему голосования, отменённую в 1881 году. Следующие выборы проводились по-прежнему на основе мажоритарного принципа, но вновь по одномандатным, а не многомандатным, округам.

### Эпоха Джолитти
15 мая 1892 года было сформировано первое правительство Джолитти — в общей сложности этот выдающийся политик пять раз с перерывами возглавлял правительства (последнее из них действовало в 1920—1921 годах), и период его активной политической деятельности в Италии принято называть «эпохой Джолитти».
В 1894 году, подавив силой мощное движение «сицилийских союзов», правительство Криспи добилось реорганизации избирательной системы. С целью ограничения допуска представителей неимущих классов к выборам было произведено объединение избирательных списков для местных и парламентских выборов, вследствие чего численность избирателей снизилась в пределах примерно от 7 % до 10 %, в Южной Италии эта цифра оказались ещё выше, а на Сицилии приблизилась к 50 %.
После серьёзных социальных волнений 1898 года правительство Луиджи Пеллу приняло 22 июня 1899 года декрет, ограничивавший свободу собраний и слова. 20 февраля 1900 года кассационный суд аннулировал этот декрет, но Пеллу представил его на рассмотрение Палаты депутатов, отказавшейся его одобрить. В мае 1900 года палата была распущена, но на выборах 3 и 10 июня 1900 года оппозиция получила поддержку избирателей. 18 июня 1900 года Пеллу ушёл в отставку, а 29 июля 1900 года анархист Гаэтано Бреши убил в Монце короля Умберто I. Тем не менее, вступивший на престол Виктор Эммануил III понял необходимость изменения правительственной политики и в феврале 1901 года назначил премьер-министром неконсервативного сторонника либеральных идей Джузеппе Дзанарделли.
25 мая 1912 года парламент утвердил реформу избирательной системы, в соответствии с которой право голоса получили все граждане мужского пола, умеющие читать и писать, а также неграмотные, если они отслужили в армии и достигли возраста 30 лет.
В период Первой мировой войны роль правительства значительно усилилась. По воспоминаниям Джолитти, «все дискуссии по поводу бюджета и контроль над государственными расходами были отменены», «парламент держали в неведении относительно финансовых обязательств государства». Структура государственного управления значительно разрослась, появились новые ведомства, увеличилось число государственных организаций и комиссариатов, усложнилась бюрократическая машина Комитета по мобилизации промышленности, во главе которого стоял генерал.

### Фашизм
24 октября 1922 года состоялся фашистский марш на Рим. Исполнявший обязанности премьер-министра Луиджи Факта предложил королю Виктору Эммануилу III подписать декрет о введении чрезвычайного положения, но тот отказался и поручил Муссолини формирование нового правительства. Голосование в Палате депутатов принесло фашистам поддержку 306 парламентариев («за» проголосовали Бономи, Джолитти, Орландо, Саландра и Альчиде де Гаспери).
Период 1924—1943 годов фактически был временем диктаторского правления Бенито Муссолини, хотя де-юре сохранялся режим конституционной монархии. 11 января 1923 года был учреждён Большой фашистский совет, ставший высшим органом управления Национальной фашистской партии. В результате принятия серии нормативных актов, завершающим из которых стал закон 2963 от 9 декабря 1928 года, Совет превратился в де-факто важнейший государственный орган, принявший часть функций королевской власти, фактически ему стало подотчётно правительство. Закон 2099 от 14 декабря 1929 года модернизировал отдельные положения закона 1928 года и ещё более способствовал слиянию партийной и государственной структур. 7 октября 1938 года Совет принял решение о реорганизации нижней палаты парламента в Палату союзов и корпораций, оформленное законом 129 от 19 января 1939 года. Этот нормативный акт в общем завершил процесс трансформации системы власти в Италии, начатый законом от 15 июля 1923 года, согласно которому Большой фашистский совет формировал единый список кандидатов, допущенных к выборам.
10 июля 1943 года высадкой на Сицилии англо-американских войск началась Итальянская кампания, и впервые за годы Второй мировой войны наземные боевые действия велись на территории Италии.
25 июля 1943 года Муссолини был арестован по приказу короля Виктора Эммануила III, 3 сентября 1943 года Италия заключила перемирие с командованием англо-американских войск. Стремясь принудить назначенного королём главу правительства Пьетро Бадольо к продолжению войны на стороне союзников, США начали бомбардировки итальянских городов, и 8 сентября 1943 года Бадольо выступил по радио с заявлением о приказе итальянским войскам прекратить боевые действия против англо-американских союзников. Нацистская Германия оккупировала север Италии, король бежал в Египет.
23 сентября 1943 года освобождённый немецкими союзниками из-под ареста Муссолини провозгласил республику на территории северной и частично центральной Италии, позднее получившую название Итальянская социальная республика (иначе — Республика Сало́, по имени небольшого городка, который принято считать фактической столицей республики). Формально столицей был объявлен Рим, хотя на деле органы власти и управления квази-государства размещались в нескольких городах северной Италии; главой государства, главой правительства и министром иностранных дел стал Муссолини. 18 декабря 1943 года Совет министров Итальянской социальной республики принял решение о созыве Учредительного собрания лишь по окончании войны, проект Конституции был подготовлен, но официально не утверждён. Против властей Республики Сало и германских оккупационных войск действовали партизаны, подчинявшиеся созданному 9 сентября 1943 года и находившемуся под контролем левых партий Комитету национального освобождения, южная часть Италии была оккупирована войсками США и Великобритании, но до апреля 1944 года там (в городе Пескара на берегу Адриатического моря) находилось и назначенное королём первое правительство Бадольо. Таким образом, на территории Италии одновременно существовали несколько враждебных друг другу властных структур, ни одна из которых не контролировала всю территорию страны, поэтому период с сентября 1943 по апрель 1945 года некоторые историки характеризуют как гражданскую войну.
Период с 1943 по 1946 год считается переходным: парламент отсутствовал, правительства назначались в обход конституционных процедур. 17 апреля 1944 года второе правительство Бадольо с согласия англо-американского командования было сформировано Комитетом национального освобождения, который и сохранял властные полномочия до 1946 года, назначив ещё четыре правительства.

### Учреждение Республики
2 июня 1946 года в Италии состоялся конституционный референдум, 10 июня 1946 года во дворце Монтечиторио были объявлены его итоги: 12 717 923 избирателей против 10 719 284 высказались за отказ от конституционной монархии в пользу парламентской республики. Действующий на тот момент премьер-министр, христианский демократ Альчиде Де Гаспери принял на себя функции главы государства, хотя не смог убедить короля Умберто II в законности произошедших перемен. Одновременно с референдумом впервые с 1924 года прошли свободные выборы — в Учредительное Собрание. Голосование 2 июня 1946 года стало первым общенациональным голосованием в Италии, в ходе которого женщины получили как активное, так и пассивное избирательное право (на основании избирательного закона 1946 года).
14 июля 1946 года большинство Учредительного собрания сформировало первое правительство Итальянской республики, которым стало второе правительство Де Гаспери . 23 мая 1948 года тот же политик возглавил своё пятое правительство, сформированное большинством парламента первого созыва.

### Реформа Бассанини
В период деятельности первого правительства Д’Алема в рамках осуществления так называемой «реформы Бассанини» постановлением правительства № 300 от 30 июля 1999 года «Реформа организации правительства» во исполнение ст. 11 закона № 59 от 15 марта 1997 года была реорганизована система министерств. В частности, ст. 2 названного постановления правительства содержала новый перечень министерств:
1. Министерство иностранных дел (Ministero degli affari esteri);
2. Министерство внутренних дел (Ministero dell’interno);
3. Министерство юстиции (Ministero della giustizia);
4. Министерство обороны (Ministero della difesa);
5. Министерство окружающей среды, защиты земель и моря (Ministero dell’ambiente e della tutela del territorio e del mare);
6. Министерство экономики и финансов (Ministero dell’economia e delle finanze);
7. Министерство экономического развития (Ministero dello sviluppo economico);
8. Министерство сельскохозяйственной, продовольственной и лесной политики (Ministero delle politiche agricole alimentari e forestali);
9. Министерство инфраструктуры и транспорта (Ministero delle infrastrutture e dei trasporti);
10. Министерство труда и социальной политики (Ministero del lavoro e delle politiche sociali);
11. Министерство просвещения, университетов и научных исследований (Ministero dell’istruzione, dell’universita' e della ricerca);
12. Министерство культурного наследия, культурной деятельности и туризма (Ministero dei beni e delle attivita' culturali e del turismo);
13. Министерство здравоохранения (Ministero della salute).

Это решение вступило в силу в 2001 году, при втором правительстве Берлускони. Постановлением второго правительства Проди от 18 мая 2006 года № 181 была утверждена новая система министерств:
1. Министерство иностранных дел (Ministero degli affari esteri);
2. Министерство внутренних дел (Ministero dell’interno);
3. Министерство юстиции (Ministero della giustizia);
4. Министерство обороны (Ministero della difesa);
5. Министерство экономики и финансов (Ministero dell’economia e delle finanze);
6. Министерство экономического развития (Ministero dello sviluppo economico);
7. Министерство внешней торговли (Ministero del commercio internazionale);
8. Министерство связи (Ministero delle comunicazioni);
9. Министерство сельскохозяйственной, продовольственной и лесной политики (Ministero delle politiche agricole alimentari e forestali);
10. Министерство окружающей среды, охраны земель [и моря] (Ministero dell’ambiente e della tutela del territorio [e del mare]);
11. Министерство инфраструктуры (Ministero delle infrastrutture);
12. Министерство транспорта (Ministero dei trasporti);
13. Министерство труда и социального обеспечения (Ministero del lavoro e della previdenza sociale);
14. Министерство здравоохранения (Ministero della salute);
15. Министерство [общественного] просвещения (Ministero [della pubblica] istruzione);
16. Министерство университетов и научных исследований (Ministero dell’universita' e della ricerca);
17. Министерство культурного наследения и культурной политики (Ministero [per i] beni e [le] attivita' culturali);
18. Министерство социальной солидарности (Ministero della solidarieta' sociale).

Четвёртое правительство Берлускони через финансовый закон 2008 года от 24 декабря 2007 года вернулось к системе министерств, созданной по реформе Бассанини.
9 января 2020 года второе правительство Конте постановлением № 1 вновь разделило Министерство просвещения, университетов и научных исследований на два: Министерство просвещения со сферой ответственности в школьном образовании и Министерство университетов и научных исследований (то есть, высшего образования и науки). Это постановление вступило в силу 10 января.
26 февраля 2021 года правительство Драги произвело реорганизацию системы министерств, в рамках которой Министерство окружающей среды и защиты земель и моря преобразовано в Министерство комплексных экологических преобразований (Ministero dello transizione ecologica) с передачей ему из ведения Министерства экономического развития вопросов энергетики. Министерство инфраструктуры и транспорта реорганизовано в Министерство устойчивой инфраструктуры и мобильности, Министерство культурного наследия и культурной деятельности переименовано в Министерство культуры, а также впервые создано самостоятельное Министерство туризма (прежде этой сферой заведовали в разное время разные ведомства в качестве дополнительной функции).

## Основные положения
Совет министров действует на основании Конституции Италии (статья 92 и последующие), а также закона № 400 от 23 августа 1988 года «Порядок деятельности Правительства и устройство аппарата Совета министров» (Disciplina dell’attivita' di Governo e ordinamento della Presidenza del Consiglio dei Ministri). Резиденция премьер-министра находится в Палаццо Киджи (Piazza Colonna, 370 — 00187 ROMA).

### Состав
Совет министров состоит из председателя Совета министров, назначаемого президентом Итальянской Республики по результатам консультаций с парламентским большинством, и министров, назначаемых президентом Республики по представлению председателя Совета министров. Все члены правительства перед вступлением в должность приносят присягу перед лицом президента Республики.
Президенты регионов, обладающих особым статусом, имеют право участвовать в заседаниях Совета министров, на которых решаются вопросы, касающиеся этих регионов в целом или отдельных их городов и территорий. Тем не менее, президенты Сардинии, Фриули-Венеция-Джулия, Валле-д’Аоста и Трентино-Альто-Адидже обладают только совещательным голосом, а за президентом Сицилии признаётся право решающего голоса и ранг министра.

### Структура аппарата
Аппарат Совета министров представляет собой следующую систему учреждений:
- Аппарат обеспечения деятельности председателя Совета министров (Uffici di diretta collaborazione del Presidente)
- Аппарат обеспечения деятельности заместителя председателя, министров без портфеля, младших статс-секретарей (Uffici di diretta collaborazione del Vice Presidente, dei Ministri senza portafoglio e dei Sottosegretari)
- Департаменты и управления, которые председатель использует для осуществления полномочий по направлению и координации политики в различных политико-институциональных областях (Dipartimenti e Uffici di cui il Presidente si avvale per le funzioni di indirizzo e coordinamento relative a specifiche aree politico-istituzionali)
- Департаменты и управления для оказания помощи председателю в исполнении полномочий по общеполитической координации и направлениям, кроме технически-административной поддержки (Dipartimenti e Uffici di supporto al Presidente per l’esercizio delle funzioni di coordinamento e indirizzo politico generale, nonché per il supporto tecnico-gestionale)
- Структуры целевого назначения (технические подразделения):
  - Целевая структура по увековечению столетия Первой мировой войны (Struttura di missione per la commemorazione del centenario della prima guerra mondiale)
  - Подразделение по упрощению и повышению качества управления (Unità per la semplificazione e la qualità della regolazione)
  - Техническое подразделение по финансовому планированию (Unità tecnica finanza di progetto, UTFP)
- Комиссии и комитеты[29]:
  - Национальный комитет по биоэтике (Comitato nazionale per la bioetica)
  - Национальный комитет по биологической безопасности, биотехонологии и биологии (Comitato nazionale per la biosicurezza, le biotecnologie e le scienze della vita)
  - Научно-технологический комитет для стратегического контроля в государственном управлении (Comitato tecnico-scientifico per il controllo strategico nelle amministrazioni dello Stato)
  - Межведомственный комитет по экономическому планированию (Comitato interministeriale per la programmazione economica, CIPE)
  - Комиссии по вопросам религиозной свободы и связям с религиозными конфессиями (Commissioni in materia di libertà religiosa e di rapporti con le confessioni religiose)
  - Комиссия по обеспечению доступа к документам государственного управления (Commissione per l’accesso ai documenti amministrativi)
  - Комиссия по международному усыновлению (Commissione per le adozioni internazionali)
  - Комиссия по обеспечению равных возможностей для мужчин и женщин (Commissione per le pari opportunità tra uomini e donne)
- Чрезвычайные комиссары (Commissari strordinari)

## Полномочия
В соответствии с законом 400/88 правительство имеет право частично принимать на себя законодательные функции, если их делегирует ему парламент, либо в непредвиденных чрезвычайных ситуациях. Эти полномочия осуществляются путём издания правительственных декретов (decreti-legge), которые парламент впоследствии может утвердить либо отклонить. Правительство обладает правом издавать инструкции, обладающие вторичной силой по отношению к юридическим нормам, что даёт ему возможность упорядочить правоприменительную практику в областях, которые Конституция не относит к исключительной компетенции законодательной власти. Кроме того, ряд должностных лиц, в том числе генеральные секретари министерств и глав департаментов назначаются указом Президента Республики после согласования с Советом министров. Премьер-министр имеет право доводить до сведения правительства свои директивы для направления усилий правительства на достижение конкретных целей.

## Список ликвидированных и реорганизованных министерств
- Ликвидированные и реорганизованные министерства итальянского правительства[итал.]

## Список правительств Королевства Италия
Парламент VIII-го созыва (VIII Legislatura del Regno d'Italia, 1861—1865)
1. Четвёртое правительство Кавура

2. Первое правительство Рикасоли

3. Первое правительство Раттацци

4. Правительство Фарини

5. Первое правительство Мингетти

6. Первое правительство Ла Мармора
Парламент IX-го созыва (Legislatura IX, 1865—1867)
7. Второе правительство Ла Мармора

8. Второе правительство Рикасоли
Парламент X-го созыва (Legislatura X, 1867—1870)
9. Второе правительство Раттацци

10. Первое правительство Менабреа

11. Второе правительство Менабреа

12. Третье правительство Менабреа
Парламент XI-го созыва (Legislatura XI, 1870—1874)
13. Правительство Ланца
Парламент XII-го созыва (Legislatura XII, 1874—1876)
14. Второе правительство Мингетти

15. Первое правительство Депретиса
Парламент XIII-го созыва (Legislatura XIII, 1876—1880)
16. Второе правительство Депретиса

17. Первое правительство Кайроли

18. Третье правительство Депретиса

19. Второе правительство Кайроли
Парламент XIV-го созыва (Legislatura XIV, 1880—1882)
20. Третье правительство Кайроли

21. Четвёртое правительство Депретиса
Парламент XV-го созыва (Legislatura XV, 1882—1886)
22. Пятое правительство Лепретиса

23. Шестое правительство Депретиса

24. Седьмое правительство Депретиса
Парламент XVI-го созыва (Legislatura XVI, 1886—1890)
25. Восьмое правительство Депретиса

26. Девятое правительство Депретиса

27. Первое правительство Криспи
Парламент XVII-го созыва (Legislatura XVII, 1890—1892)
28. Второе правительство Криспи

29. Первое правительство ди Рудини

30. Первое правительство Джолитти
Парламент XVIII-го созыва (Legislatura XVIII, 1892—1895)
31. Третье правительство Криспи
Парламент XIX-го созыва (Legislatura XIX, 1895—1897)
32. Второе правительство ди Рудини

33. Третье правительство ди Рудини
Парламент XX-го созыва (Legislatura XX, 1897—1900)
34. Четвёртое правительство ди Рудини

35. Пятое правительство ди Рудини

36. Первое правительство Пеллу

37. Второе правительство Пеллу
Парламент XXI-го созыва (Legislatura XXI, 1900—1904)
38. Правительство Саракко

39. Правительство Дзанарделли

40. Второе правительство Джолитти
Парламент XXII-го созыва (Legislatura XXII, 1904—1909)
41. Правительство Титтони

42. Первое правительство Фортиса

43. Второе правительство Фортиса

44. Первое правительство Соннино

45. Третье правительство Джолитти
Парламент XXIII-го созыва (Legislatura XXIII, 1909—1913)
46. Второе правительство Соннино

47. Правительство Лудзатти

48. Четвёртое правительство Джолитти
Парламент XXIV-го созыва (Legislatura XXIV, 1913—1919)
49. Первое правительство Саландра

50. Второе правительство Саландра

51. Правительство Боселли

52. Правительство Орландо

53. Первое правительство Нутти
Парламент XXV-го созыва (Legislatura XXV, 1919—1921)
54. Второе правительство Нутти

55. Пятое правительство Джолитти
Парламент XXVI-го созыва (Legislatura XXVI, 1921—1924)
56. Первое правительство Бономи

57. Первое правительство Факта

58. Второе правительство Факта

59. Фашистское правительство Муссолини
Парламент XXVII-го созыва (Legislatura XXVII, 1924—1929)
Парламент XXVIII-го созыва (Legislatura XXVIII, 1929—1934)
Парламент XXIX-го созыва (Legislatura XXIX, 1934—1939)
Парламент XXX-го созыва (Legislatura XXX, 1939—1943)
60. Фашистское правительство Муссолини
Переходный период (1943—1946)
61. Первое правительство Бадольо

62. Второе правительство правительство Бадольо

63. Второе правительство Бономи

64. Третье правительство Бономи

65. Правительство Парри

66. Первое правительство Де Гаспери

## Список правительств Итальянской республики
Период полномочий Учредительного собрания (1946—1948)
1. Второе правительство Де Гаспери

2. Третье правительство Де Гаспери

3. Четвёртое правительство Де Гаспери
Парламент I-го созыва (1948—1953)
4. Пятое правительство Де Гаспери

5. Шестое правительство Де Гаспери

6. Седьмое правительство Де Гаспери
Парламент II-го созыва (1953—1958)
7. Восьмое правительство Де Гаспери

8. Правительство Пелла

9. Первое правительство Фанфани

10. Правительство Шельбы

11. Первое правительство Сеньи

12. Правительство Дзоли
Парламент III-го созыва (1958—1963)
13. Второе правительство Фанфани

14. Второе правительство Сеньи

15. Правительство Тамброни

16. Третье правительство Фанфани

17. Четвёртое правительство Фанфани
Парламент IV-го созыва(1963—1968)
18. Первое правительство Леоне

19. Первое правительство Моро

20. Второе правительство Моро

21. Третье правительство Моро
Парламент V-го созыва (1968—1972)
22. Второе правительство Леоне

23. Первое правительство Румора

24. Второе правительство Румора

25. Третье правительство Румора

26. Правительство Коломбо

27. Первое правительство Андреотти
Парламент VI-го созыва (1972—1976)
28. Второе правительство Андреотти

29. Четвёртое правительство Румора

30. Пятое правительство Румора

31. Четвёртое правительство Моро

32. Пятое правительство Моро
Парламент VII-го созыва (1976—1979)
33. Третье правительство Андреотти

34. Четвёртое правительство Андреотти

35. Пятое правительство Андреотти
Парламент VIII-го созыва (1979—1983)
36. Первое правительство Коссиги

37. Второе правительство Коссиги

38. Правительство Форлани

39. Первое правительство Спадолини

40. Второе правительство Спадолини

41. Пятое правительство Фанфани
Парламент IX-го созыва (1983—1987)
42. Первое правительство Кракси

43. Второе правительство Кракси

44. Шестое правительство Фанфани
Парламент X-го созыва (1987—1992)
45. Правительство Гориа

46. Правительство Де Мита

47. Шестое правительство Андреотти

48. Седьмое правительство Андреотти
Парламент XI-го созыва (1992—1994)
49. Первое правительство Амато

50. Правительство Чампи
Парламент XII-го созыва (1994—1996)
51. Первое правительство Берлускони

52. Правительство Дини
Парламент XIII-го созыва (1996—2001)
53. Первое правительство Проди

54. Первое правительство Д’Алема

55. Второе правительство Д’Алема

56. Второе правительство Амато
Парламент XIV-го созыва (2001—2006)
57. Второе правительство Берлускони

58. Третье правительство Берлускони
Парламент XV-го созыва (2006—2008)
59. Второе правительство Проди
Парламент XVI-го созыва (2008—2013)
60. Четвёртое правительство Берлускони (2008—2011)

61. Правительство Монти (2011—2013)
Парламент XVII-го созыва (2013—2018)
62. Правительство Летта (2013—2014)

63. Правительство Ренци (2014—2016)

64. Правительство Джентилони (2016—2018)
Парламент XVIII-го созыва (2018—2022)
65. Первое правительство Конте (2018—2019)

66. Второе правительство Конте (2019—2021)

67. Правительство Драги (2021—2022)
Парламент XIX-го созыва (с 2022)
68. Правительство Мелони (с 2022)